# Црнићи (Чапљина)
Црнићи су насељено мјесто у Босни и Херцеговини, у граду Чапљина, које административно припада Федерацији Босне и Херцеговине. Према попису становништва из 2013. у насељу је живјело 38 становника, сви Хрвати.

## Географија
Мјесто се налази уз саму границу са Републиком Хрватском. Са супротне стране границе налази се подручје града Метковића.

## Становништво
| Националност       | 1991.     |
| Хрвати             | 50 (100%) |
| Муслимани          | 0         |
| Срби               | 0         |
| Југословени        | 0         |
| остали и непознато | 0         |
| Укупно             | 50        |